# AS-211
La AS-211, también conocida como Carretera del Connio, era una vía de comunicación que pertenecía a la Red Comarcal de Carreteras del Principado de Asturias. Tenía una longitud de 36,2 km y unía las localidades de Ventanueva y San Antolín de Ibias. Discurría por los concejos de Cangas del Narcea e Ibias.
Durante todo su recorrido, discurría por las localidades de Moal, el Puerto del Connio, Centenales y Cecos para llegar a San Antolín de Ibias. 

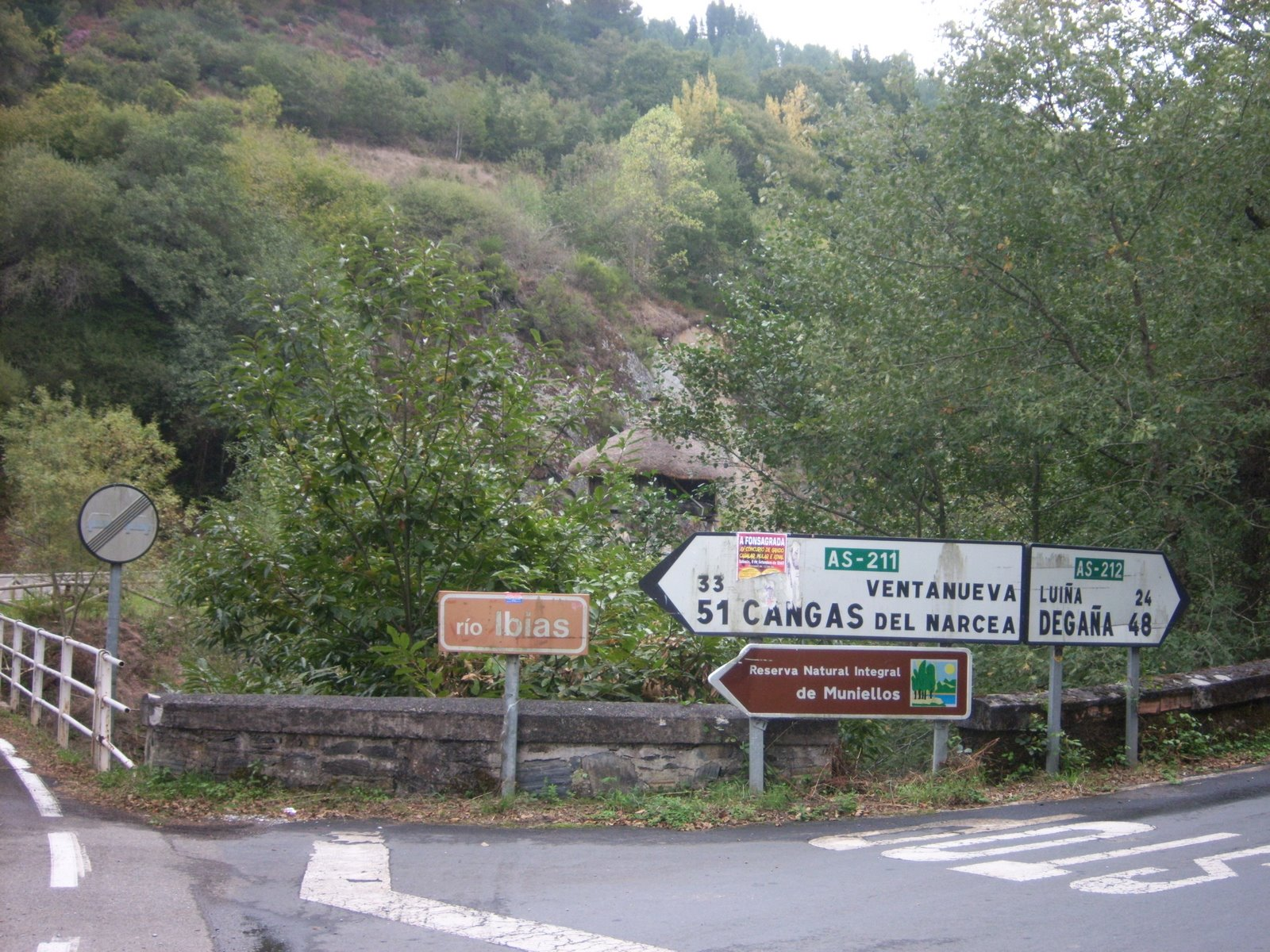
Señales en el cruce con la carretera AS-212. Año 2007

## Denominaciones antiguas
Antes de que se publicase en el Boletín Oficial del Principado de Asturias el Catálogo de Carreteras de 1989, la AS-211 estaba formada por 1 carretera local del Plan Peña de 1939:
- O-701 Ventanueva - San Antolín de Ibias (Todo su trazado)

## Denominaciones actuales
Cuando se publicó en el Boletín Oficial del Principado de Asturias el Nuevo Catálogo de Carreteras de Asturias del año 2007, la AS-211 bajó de comarcal a local de 1º orden, denominándose AS-348, y en la edición posterior del año 2008, pasando a formar parte de la AS-212 el tramo Cecos - San Antolín de Ibias.